# General Automobile & Manufacturing Company
Die Hansen Automobile Company, die noch in ihrem Gründungsjahr 1902 als General Automobile & Manufacturing Company reorganisiert wurde, war ein US-amerikanischer Automobilhersteller aus Cleveland (Ohio), der nur von 1902 bis 1903 aktiv war. Die Markennamen waren Cleveland, Hansen und General; es sind keine Verbindungen zu anderen Fahrzeugherstellern bekannt, die den gleichen Markennamen verwendeten.

## Unternehmensgeschichte

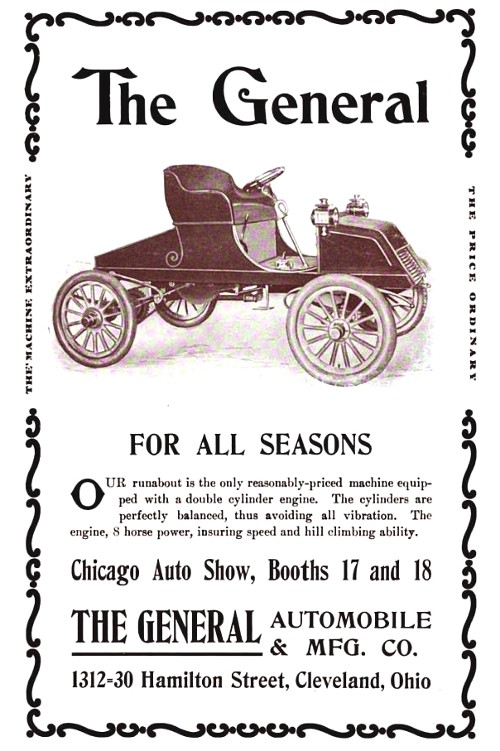
Anzeige der General Automobile & Manufacturing Company von 1903. Beworben wird das 8 HP Runabout als „einziges Zweizylindermodell zu vernünftigem Preis“.

Cleveland war ein frühes Automobilzentrum. Zu den Herstellern in der Stadt gehörten unter anderem die Peerless Motor Car Corporation, die Garford Company, der Elektroauto-Hersteller Baker Motor Vehicle Company und die Winton Motor Car Company als ältestes dieser Unternehmen.
Die Hansen Automobile Company wurde 1902 von Rasmus Hansen gegründet. Er war ein dänischer Immigrant, der im Alter von 18 Jahren in die USA gekommen war. Das Automobil, das er herstellte, war eine solide gebaute Voiturette mit 6 HP
Einzylindermotor, das nur in der Bauform Runabout angeboten wurde. Die ersten Fahrzeuge wurden als Cleveland verkauft. Dieser Markenname wurde von verschiedenen Herstellern genutzt, so zeitgleich mit Hansen von der Cleveland Automobile Company, zu der keine Verbindungen bekannt sind.
Der Hansen verkaufte sich recht gut. Im September 1902 wurde das Unternehmen als General Automobile & Manufacturing Company reorganisiert. Hintergrund war eine geplante Kapitalerhöhung zur Finanzierung größerer Anlagen. Dies ging einher mit dem neuen Markennamen General, einem verbesserten Fahrzeug mit 8 HP Leistung zu US$ 900,- und einem neuen 14 HP-Zweizylindermodell, das US- 1000,- kostete und als Tonneau karossiert war. Der Ausstoß betrug im Sommer 1903 ein Fahrzeug täglich; die Händler reklamierten aber eine stockende Auslieferung. Der Slogan auf einer Anzeige für den General lautete: The Machine extraordinary, the Price ordinary; sinngemäß „Das Fahrzeug ungewöhnlich, der Preis günstig“.
Die Investoren zogen sich zurück, nachdem ein Gesuch für eine Automobil-Produktionslizenz von der Association of Licensed Automobile Manufacturers (A.L.A.M.) abschlägig beschieden worden war. Die A.L.A.M. war eine Vereinigung von Automobilproduzenten, welche die Inhaber des Selden-Patents vertrat und versuchte, auf juristischem Wege die Kontrolle über die Motorfahrzeugproduktion in den USA zu erlangen. Der Patentanwalt und Erfinder George Baldwin Selden hatte es 1896 eingereicht und später an Monopolisten verkauft. Gestützt auf dieses Patent verdrängte die A.L.A.M. andere Motorfahrzeughersteller und Importeure aus dem Geschäft, indem sie auf Schadenersatz und Unterlassung klagte: Wer keine Lizenz erhielt, durfte in den USA keine Automobile mit Verbrennungsmotor herstellen oder importieren.
Die Gründe für die Ablehnung des Gesuch von General Automobile & Manufacturing sind unklar und erscheinen sachlich ungerechtfertigt, denn der General war eine saubere Konstruktion und sein Hersteller ein seriöses Unternehmen. Die Automobilhistorikerin Beverly Rae Kimes nennt sie denn auch „absurd“ und ihr Kollege Thomas Bonsall merkt an, dass die Rolle der A.L.A.M. eine „unrühmliche“ gewesen sei. „Respektabel“ für sie sei gewesen, wer sich mit den wichtigsten Mitgliedern, Packard und Oldsmobile gut verstand. Henry Ford sei eine Lizenz aus ebenso wenig nachvollziehbaren Gründen verweigert worden. Immerhin sieht er eine Möglichkeit, dass General später eine Lizenz hätte erwerben können, doch dazu kam es nicht mehr. Der Rückzug der Investoren führte im September 1903 zur Insolvenz der General Automobile & Manufacturing Company. Danach wurden noch 25 angefangene Fahrzeuge fertiggestellt. Diese wurden samt den Anlagen und dem Inventar im Oktober von der Studebaker Brothers Manufacturing Company erworben. Für Studebaker machte dieser Kauf Sinn, denn das Unternehmen plante in Ergänzung zur angelaufenen Herstellung seiner Electrics die Aufnahme einer eigenen Produktion von Automobilen mit Verbrennungsmotoren. Es ist deshalb mehr als erstaunlich, dass dies in der Folge unterblieb. Was Studebaker mit den Anlagen danach unternahm, ist unbekannt; eine Herstellung von Fahrzeugen kann aber ausgeschlossen werden. Von den 25 erworbenen General-Fahrzeugen ist nur bekannt, dass sie zum Studebaker-Hauptsitz in South Bend (Indiana) versandt wurden. Dort verliert sich ihre Spur.

## Technik

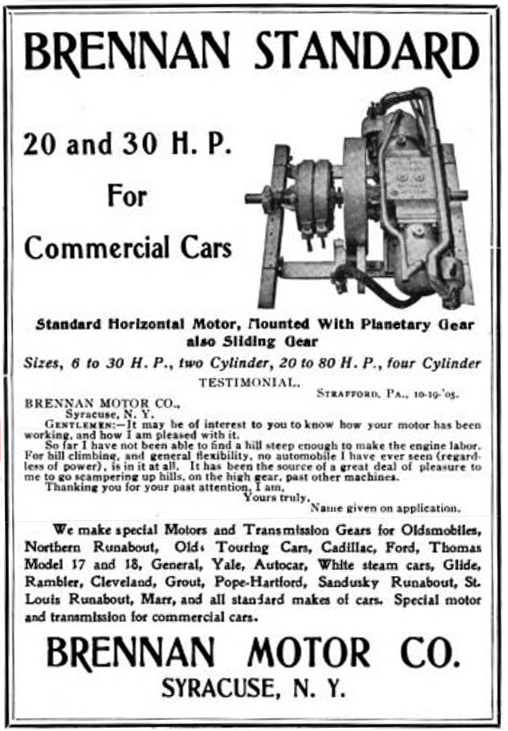
Diese Anzeige des Motorenherstellers Brennan listet General noch 1905 als Referenz.

Die Brennan Motor Manufacturing Company in Syracuse (New York) führte General noch 1905 als Referenz für ihre Motoren und Getriebe an. Das Unternehmen baute beides in einen Hilfsrahmen ein, der den Kunden in einbaufertigem Zustand erreichte. Wahlweise waren Zweigang-Planetengetriebe oder konventionelle Dreiganggetriebe, jeweils mit Rückwärtsgang, erhältlich. Es ist allerdings nicht bekannt, ob Brennan-Antriebe in allen Baureihen verwendet wurden und welche Getriebe Hansen orderte. Klassenüblich zumindest für 6 HP und 8 HP war das Planetengetriebe. Brennan baute etwa zu dieser Zeit ein dem General 8 HP ähnliches Fahrzeug.
Der Hansen 6 HP war ein typischer Motor-Buggy mit wassergekühltem Einzylindermotor, der liegend und quer zur Fahrtrichtung unter dem Sitz angebracht war. General 8 HP und General 14 HP waren Zweizylindermodelle.
Vom 6 HP ist bekannt, dass der Viertaktmotor eine Zylinderbohrung von 4½ Zoll (11,43 cm) und einen Hub von 5¾ Zoll (14,605 cm) aufwies. Das ergibt einen Hubraum von 91.45 c.i., was ziemlich genau 1,5 Liter entspricht. Die Leistungsangaben wurden damals nicht gemessen, sondern üblicherweise nach einer von der A.L.A.M. 1903 eingeführten Methode berechnet.
Ein modernes Attribut aller Fahrzeuge war ein geneigt an der Wagenfront angebrachter Wasserkühler. Dahinter befand sich ein Stauraum, der wahrscheinlich den Wassertank enthielt und bei den General-Modellen etwas größer ausfiel. Beim günstigeren Konkurrenzmodell Oldsmobile Curved Dash war der Wasserkühler unter dem Wagenboden angebracht.
Die Kraftübertragung erfolgte bei allen Modellen mittels Antriebskette auf die Hinterachse; Abbildungen zeigen jeweils eine Kette für 6 HP und 8 HP; ob für den stärkeren 14 HP Doppelketten (je eine Kette pro Hinterrad) verwendet wurde, ist unklar. General legte Wert auf die Feststellung, dass jede Kette vor dem Einbau auf fünffache Belastung geprüft wurde.
Der Hansen 6 HP scheint das Ausgangsmodell gewesen zu sein, von dem die beiden General-Baureihen lediglich abgeleitet waren. Er wurde wahlweise mit Drahtspeichen- oder Artillerierädern ausgeliefert. Literatur und Illustrationen zeigen, dass der Hansen 6 HP einen außen rechts am Fahrersitz angebrachten Lenkhebel hatten, der optional auch mittig montiert war. Die Anzeige für den General 8 HP zeigt klar ein Lenkrad anstelle des „Kuhschwanz“-Hebels.
Für die General-Modelle wird ein Radstand von 78 Zoll (1981 mm) angegeben.

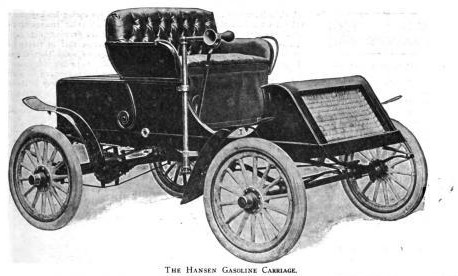
Hansen 6 HP Runabout mit Artillerierädern und Lenkhebel außen am Fahrzeug (1902).
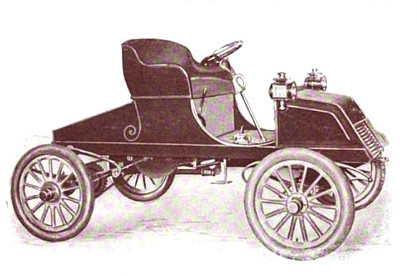
General 8 HP Runabout mit Lenkrad (1903).

## Modellübersicht
Es liegen nur unvollständige Daten vor.
| Bauzeit   | Marke     | Modell         | Zylinder  | Hubraum c.i. | Hubraum cm³ | Radstand Zoll | Radstand mm | Karosserie       | Preise US$ | Quelle |
| --------- | --------- | -------------- | --------- | ------------ | ----------- | ------------- | ----------- | ---------------- | ---------- | ------ |
| 1902      | Cleveland | Cleveland 6 HP | 1         | 91,45        | 1498        |               |             | Runabout 2 Sitze |            | [ 1 ]  |
| 1902      | Hansen    | Hansen 6 HP    | 1         | 91,45        | 1498        |               |             | Runabout 2 Sitze |            | [ 1 ]  |
| 1902–1903 | General   | General 8 HP   | 2 Brennan |              |             | 78            | 1981        | Runabout 2 Sitze | 900,-      | [ 6 ]  |
| 1902–1903 | General   | General 14 HP  | 2 Brennan |              |             | 78            | 1981        | Tonneau          | 1000,-     | [ 6 ]  |

## Rennsport
Ein Hansen 6 HP wurde 1902 hinter einem stärkeren Elmore Zweiter an einem vom Cleveland Automobile Club organisierten Rennen auf dem Glenville Driving Track. Die 1870 als Trabrennbahn eröffnete Anlage bestand aus einer ovalen Rundstrecke von einer Meile, einem Zeitnehmerstand und einer gedeckten Tribüne. Glenville war ein bekannter Veranstaltungsort früher Autorennen. Die Anlage bestand bis 1910. Glenville ist seit 1906 ein Ortsteil von Cleveland.

## Übersicht über Pkw-Marken aus den USA, dieClevelandbeinhalten
| Marke                   | Hersteller                              | Vermarktungsbeginn | Vermarktungsende | Ort, Bundesstaat        |
| ----------------------- | --------------------------------------- | ------------------ | ---------------- | ----------------------- |
| Cleveland               | Sperry Engineering Company              | 1898               | 1900             | Cleveland, Ohio         |
| Cleveland               | Hansen Automobile Company               | 1902               | 1902             | Cleveland, Ohio         |
| Cleveland               | Cleveland Automobile Company (von 1902) | 1902               | 1904             | Cleveland, Ohio         |
| Cleveland               | Cleveland Motor Car Company             | 1905               | 1909             | New York City, New York |
| Cleveland               | Cleveland Electric Vehicle Company      | 1909               | 1910             | Cleveland, Ohio         |
| Cleveland               | Cleveland Cyclecar Company              | 1914               | 1914             | Cleveland, Ohio         |
| Cleveland               | Cleveland Automobile Company (von 1919) | 1919               | 1926             | Cleveland, Ohio         |
| Cleveland Three-Wheeler | American Bicycle Company                | 1900               | 1901             | Cleveland, Ohio         |

## Anmerkung
1. ↑  Ford produzierte ohne Lizenz und ließ es auf eine Klage der A.L.A.M. ankommen. Der Prozess dauerte acht Jahre und ging über zwei Instanzen. Er endete mit einem Teilerfolg für Ford, weil das Gericht das Patent im wirtschaftlich wesentlichen Teil für unwirksam erklärte.
2. ↑  Die Leistung wird berechnet: Zylinderbohrung² × Anzahl Zylinder; das Ergebnis wird durch die Konstante 2,5 dividiert. Die Formel wurde mit zunehmend höheren Drehzahlen ungenauer; später ging daraus die praxisnähere Formel der Society of Automobile Engineers hervor (SAE-PS).